# Фрегат-МА (радиолокационная станция)
Фрегат-МА — советская/российская трёхкоординатная РЛС с фазированной антенной решёткой. Предназначена для обнаружения воздушных и надводных целей и выдачи целеуказаний огневым средствам в условиях интенсивного радиопротиводействия. Устанавливается на кораблях среднего и большого водоизмещения.
Сканирование по углу места частотное, по азимуту — электромеханическое. Антенный пост установлен на гиростабилизированной платформе.
РЛС выполняет следующие задачи:
- отображение воздушной и надводной целей;
- обнаружение воздушных (в том числе малоразмерных и низколетящих) и надводных целей;
- выдача целеуказания огневым средствам;
- обеспечение радиолокационными данными средств РЭБ и систем обработки информации.
- идентификация «свой-чужой»;
- сопровождение обнаруженных целей.

Разработчик и производитель — Научно-производственное предприятие «Салют».

## Установки на кораблях
- БПК проекта 1155
- БПК проекта 1155.1
- Корабль измерительного комплекса проекта 19141 "Маршал Крылов"